# Resto dell'idea
Resto dell'idea è un brano musicale scritto da Cheope ed interpretato dal cantante Italiano Marco Carta, estratto come terzo singolo dal suo secondo album, La forza mia.
Il brano è in rotazione radiofonica dal 2 ottobre 2009 ed in contemporanea disponibile per il download digitale. La musica del brano è stata composta da Daniel Vuletic.

## Tracce
Download digitale
1. Resto dell'idea - 3:37

## Classifiche
| Classifica (2009) | Posizione massima |
| ----------------- | ----------------- |
| Italia            | 6                 |